# Nina Krisper
Nina Krisper (* 10. Februar 2001) ist eine österreichische Basketballspielerin.

## Werdegang
Die aus Leibnitz stammende Krisper spielte als Jugendliche für ATUS Gratkorn. Mit der UBI Graz wurde Krisper 2019 Staatsmeisterin. In den folgenden Spieljahren entwickelte sie sich zu einer der besten Korbschützinnen der österreichischen Liga.
2021/22 stand sie in Diensten von Koninklijk Basketteam Waregem in Belgien. Sie kehrte anschließend nach Graz zurück. In der Saison 2022/23 wurde für Krisper ein Mittelwert von 19,8 Punkten je Begegnung verbucht, damit war sie ligaweit führend.
2024 wurde sie - diesmal mit SKN St. Pölten - wieder Staatsmeisterin. In der Sommerpause 2024 wechselte sie zu den Sheffield Hatters nach England.
Sie war Junioren-Nationalspielerin und später auch im Erwachsenenalter Auswahlspielerin des Österreichischen Basketballverbands. Krisper widmete sich ebenfalls der Spielart 3x3-Basketball.